# Tandem-Reaktion

Tandem-Reaktion am Beispiel einer „Reißverschluss-Reaktion“.

Tandem-Reaktion (auch Domino- oder Kaskaden-Reaktion, engl. Zipper-Reaction) ist ein Oberbegriff für eine intramolekulare Reaktionsfolge von oft hoch reaktiven, acyclischen Vorstufen zu komplexen, vielkernigen Molekülen. Damit sind Gesamtreaktionen gemeint, die eigentlich aus mehreren unabhängigen Reaktionsstufen (nicht mechanistischen Schritten) bestehen, die spontan unmittelbar nacheinander ablaufen. Man könnte sie auch einzeln nacheinander durchführen, um zum selben Produkt zu gelangen. Die Begriffe Tandem-Reaktion und Domino Reaktion wurden von Lutz Tietze eingeführt. Tietze verwendete bereits 1980 den Begriff Tandem-Reaktion, aber schlug 1993 Domino-Reaktion als passenderen Begriff vor, da der Begriff Tandem eher zwei gleichzeitig ablaufenden Reaktionsschritten entspricht und Domino-Reaktion besser zu nacheinander ablaufenden Schritten.
Das Edukt einer Tandem-Reaktion enthält in der Regel mehrere funktionelle Gruppen, die alle fast zeitgleich in einer Abfolge chemischer Reaktionen zu komplexen Zielmolekülen umgesetzt werden.
Der Vorteil der Tandem-Reaktion liegt in der Reaktionsgeschwindigkeit, die wegen des intramolekularen Charakters häufig hoch ist. Die Selektivität ist ebenfalls hoch, da Zwischenstufen selten isoliert werden müssen, kaum Nebenprodukte anfallen und physikalische Trennschritte minimiert werden können.
Die aktiven Reaktionszentren in Tandem-Reaktion sind vielfältig, z. B. aktive Doppel- oder Dreifachbindungszentren oder Epoxide.
Eingesetzt werden können eine Vielfalt von Reaktionstypen, wie Diels-Alder-Reaktionen, Ringöffnungsreaktionen, Heck-Reaktionen oder Pauson-Khand-Reaktionen.
Über Tandem-Reaktionen kann ein breites Spektrum von Zielmolekülen hergestellt werden, z. B. Polyether-Leiter-Polymere über Oxiran-Tandem-Reaktionen, Terpenoiden, Indoalkaloide und viele andere Naturstoffe.